# Мемнон Гераклейський
Мемнон Гераклейський (дав.-гр. Mέμνων) — давньогрецький історик.
Біографічні відомості відсутні. Ймовірно, походив з Гераклеї Понтійської і жив між кінцем I століття до н. е. та межею I — II століть н. е. 
Автор твору Про Гераклію (Περὶ Ἡρακλείας), присвяченого історії міста від заснування до римського часу. Робота відома завдяки значним витягам, зробленим в IX столітті патріархом Фотієм. 
Фотій зробив виписки з IX — XVI книг, починаючи від встановлення тиранії Клеарха у 364/363 до н. е. і до смерті Бритагора, відправленого гераклеотами послом до Юлія Цезаря у 48 до н. е.
Книга Мемнона, написана простою і зрозумілою мовою, є важливим джерелом з історії Гераклеї та елліністичної політики у Малій Азії. У частині, присвяченій гераклейській тиранії, Мемнон, як вважають, спирався на не зберігшуся роботу Німфіда і, можливо, Феопомпа та Доміція Каллістрата. 
Вперше опублікована разом з фрагментами Ктесія та Агатархида Анрі Етьєном у 1557 році в Парижі. У 1816 видана Йоганном Конрадом Ореллі у Лейпцигу, разом з фрагментами інших гераклейских істориків.